# Пеньки (Свердловская область)
Пеньки — село в Талицком городском округе Свердловской области, Россия.

## Географическое положение
Село Пеньки муниципального образования «Талицкого городского округа» Свердловской области находится на расстоянии 40 километров (по автотрассе в 55 километрах) к юго-востоку от города Талица, по обоим берегам реки Ольховка (правый приток реки Ручей Бутка, бассейн реки Пышма), в 2 километрах выше устья.

## Казанская единоверческая церковь
В 1849 году была построена деревянная, однопрестольная единоверческая церковь, которая была освящена в честь Казанской иконы Пресвятой Богородицы 20 июня 1849 года. Церковь была закрыта в 1930-е годы.

## Население
| 2002 | 2010 | 2021 |
| ---- | ---- | ---- |
| 251  | ↘169 | ↘130 |